# سدة الكوت
سدة الكوت هو سد عراقي يقع في محافظة واسط في مدينة الكوت على نهر دجلة ويعد السد من أطول سدود العراق حيث يـتألف من 56 بوابة. بُني السد بإشراف البريطانيين عام 1939
تفاصيل حول بناء سدة الكوت:
- توقيع عقد الإنشاء: تم توقيع عقد إنشاء سدة الكوت في 6 سبتمبر 1934.
- وضع حجر الأساس: حضر الملك غازي مراسم وضع حجر الأساس في 10 ديسمبر 1934.
- البدء في البناء: بدأ العمل في بناء السد في 11 ديسمبر 1934 بواسطة شركة بلفور بيتي.
- افتتاح السد: تم افتتاح سدة الكوت رسميًا في 29 مارس 1939.
- المشرف على البناء: أشرف على بناء السد الملك غازي الأول، وفقًا لمصادر إخبارية.
- التكلفة: بلغت تكلفة بناء سدة الكوت 1.119.430 دينارًا عراقيًا (1.25 مليون جنيه إسترليني).
- أهمية السد: سدة الكوت هي منشأة ري مهمة تقع على نهر دجلة في مدينة الكوت وتتحكم في توزيع المياه لمحافظات واسط وذي قار وميسان والبصرة.
- الغرض من بناء السد: يهدف السد إلى رفع منسوب المياه لتوفير مياه الري لمختلف المشاريع الزراعية.

ويُعتبر من السدود المهمة في العراق لما لها تأثير في خزن المياه ويمكن الاستفادة منها في توليد الطاقة الكهربائية ولكن خوفا على قدامتها لا تستخدم لهذا الغرض، تم قصفها بصاروخ من قبل أحد الطيارين الأمريكان عام 1991 لكنها بقيت صامدة ولم يتأثر منها إلّا جزء بسيط جدا وتم ترميمها من
قبل الشركات العراقية.
تُعد سدة الكوت من أهم منشأت الري على نهر دجلة حيث تتحكّم بتوزيعات المياه بين محافظات واسط وميسان وذي قار، وتؤمن إرواء مشاريع على نهر الغراف، ومشروع ري الدجيلة ومشاريع الدلمج والجهاد والبتار وبإنشاء السدة وناظم الغراف أمكن تأمين المياه لإرواء ما يقارب مليون وربع مليون دونم من الأراضي الصالحة للزراعة والاستفادة من المشروع في تأمين المياه لإرواء أراضي مشروع الدجيلة البالغة مساحته الكلية (396) ألف دونم والذي أُنجز عام 1940 ومشروع الدلمج البالغة مساحته (400) ألف دونم بأجزائه الثلاثة (الحوار والحسينية والمزاك)
تتكوّن سدة الكوت البالغ طولها 550م من (56) فتحة كل منها ذات باب عمودية أبعادها 6.00 ×6.50 م تُشغّل يدويا وكهربائيا التصريف التصميمي للسدة 6000 م3/ثا وذلك بمنسوب 16.75 م فوق سطح البحر قبل تعلية الأبواب، إلّا أن هذا المنسوب قد تم تطويره إلى 18.50 فوق سطح البحر وذلك بتعلية الأبواب بمقدار 1.20 م ليكون ارتفاعها 6.50 م فوق منسوب عتبة المقدم البالغ (12.00م) وفي المؤخر 8.75م هذا ويبلغ المنسوب التشغيلي للسدة حاليا 18.00 م فوق سطح البحر. ويبلغ طول الأرضية 24.70 مترا في مقدم السدة و 57.80 في مؤخرها. وفي السدة دعامتان في مؤخرها تقسم أرضيتها إلى ثلاثة أجزاء . تحتوي السدة على هويس ملاحة طوله 80 م وبعرض 16.50م ولا يوجد فيها سلم للأسماك.[ما هي؟]